# Eleições legislativas portuguesas de 1995 no distrito da Guarda
| Eleições legislativas portuguesas de 1995 Distritos: Aveiro \| Beja \| Braga \| Bragança \| Castelo Branco \| Coimbra \| Évora \| Faro \| Guarda \| Leiria \| Lisboa \| Portalegre \| Porto \| Santarém \| Setúbal \| Viana do Castelo \| Vila Real \| Viseu \| Açores \| Madeira \| Estrangeiro |

## Resultados por Concelho
Os resultados nos concelhos do Distrito da Guarda foram os seguintes:

### Aguiar da Beira
| Partido                 | Partido                  | Votos | %               | +/-   |
| ----------------------- | ------------------------ | ----- | --------------- | ----- |
|                         | Partido Social Democrata | 1 679 | 47,10 / 100,00  | 16,67 |
|                         | Partido Socialista       | 1 082 | 30,35 / 100,00  | 14,41 |
|                         | Partido Popular          | 589   | 16,52 / 100,00  | 4,22  |
|                         | Outros                   | 94    | 2,64 / 100,00   |       |
| Votos Inválidos         | Votos Inválidos          | 121   | 3,40 / 100,00   | 0,19  |
| Total                   | Total                    | 3 565 | 100,00 / 100,00 |       |
| Eleitorado/Participação | Eleitorado/Participação  | 6 021 | 59,21 / 100,00  | 1,55  |

### Almeida
| Partido                 | Partido                        | Votos | %               | +/-   |
| ----------------------- | ------------------------------ | ----- | --------------- | ----- |
|                         | Partido Social Democrata       | 2 587 | 43,25 / 100,00  | 20,10 |
|                         | Partido Socialista             | 2 266 | 37,89 / 100,00  | 17,85 |
|                         | Partido Popular                | 751   | 12,56 / 100,00  | 3,89  |
|                         | Coligação Democrática Unitária | 100   | 1,67 / 100,00   | 0,37  |
|                         | Outros                         | 139   | 2,33 / 100,00   |       |
| Votos Inválidos         | Votos Inválidos                | 138   | 2,31 / 100,00   | 0,35  |
| Total                   | Total                          | 5 981 | 100,00 / 100,00 |       |
| Eleitorado/Participação | Eleitorado/Participação        | 9 201 | 65,00 / 100,00  | 1,25  |

### Celorico da Beira
| Partido                 | Partido                        | Votos | %               | +/-   |
| ----------------------- | ------------------------------ | ----- | --------------- | ----- |
|                         | Partido Social Democrata       | 2 305 | 43,62 / 100,00  | 18,43 |
|                         | Partido Socialista             | 2 120 | 40,12 / 100,00  | 17,34 |
|                         | Partido Popular                | 526   | 9,95 / 100,00   | 2,87  |
|                         | Coligação Democrática Unitária | 89    | 1,68 / 100,00   | 0,26  |
|                         | Outros                         | 117   | 2,22 / 100,00   |       |
| Votos Inválidos         | Votos Inválidos                | 127   | 2,40 / 100,00   | 0,06  |
| Total                   | Total                          | 5 284 | 100,00 / 100,00 |       |
| Eleitorado/Participação | Eleitorado/Participação        | 8 730 | 60,53 / 100,00  | 0,34  |

### Figueira de Castelo Rodrigo
| Partido                 | Partido                        | Votos | %               | +/-   |
| ----------------------- | ------------------------------ | ----- | --------------- | ----- |
|                         | Partido Social Democrata       | 2 079 | 44,59 / 100,00  | 20,01 |
|                         | Partido Socialista             | 2 003 | 42,96 / 100,00  | 18,76 |
|                         | Partido Popular                | 312   | 6,69 / 100,00   | 2,32  |
|                         | Coligação Democrática Unitária | 84    | 1,80 / 100,00   | 0,34  |
|                         | Outros                         | 77    | 1,65 / 100,00   |       |
| Votos Inválidos         | Votos Inválidos                | 108   | 2,32 / 100,00   | 0,21  |
| Total                   | Total                          | 4 663 | 100,00 / 100,00 |       |
| Eleitorado/Participação | Eleitorado/Participação        | 7 109 | 65,59 / 100,00  | 1,49  |

### Fornos de Algodres
| Partido                 | Partido                        | Votos | %               | +/-   |
| ----------------------- | ------------------------------ | ----- | --------------- | ----- |
|                         | Partido Social Democrata       | 1 836 | 46,55 / 100,00  | 17,55 |
|                         | Partido Socialista             | 1 520 | 38,54 / 100,00  | 16,56 |
|                         | Partido Popular                | 412   | 10,45 / 100,00  | 3,44  |
|                         | Coligação Democrática Unitária | 45    | 1,14 / 100,00   | 0,06  |
|                         | Outros                         | 50    | 1,26 / 100,00   |       |
| Votos Inválidos         | Votos Inválidos                | 81    | 2,06 / 100,00   | 0,31  |
| Total                   | Total                          | 3 944 | 100,00 / 100,00 |       |
| Eleitorado/Participação | Eleitorado/Participação        | 5 614 | 70,25 / 100,00  | 1,09  |

### Gouveia
| Partido                 | Partido                        | Votos  | %               | +/-   |
| ----------------------- | ------------------------------ | ------ | --------------- | ----- |
|                         | Partido Socialista             | 4 663  | 44,74 / 100,00  | 13,14 |
|                         | Partido Social Democrata       | 4 216  | 40,45 / 100,00  | 14,35 |
|                         | Partido Popular                | 765    | 7,34 / 100,00   | 3,35  |
|                         | Coligação Democrática Unitária | 378    | 3,63 / 100,00   | 0,13  |
|                         | Outros                         | 155    | 1,49 / 100,00   |       |
| Votos Inválidos         | Votos Inválidos                | 245    | 2,35 / 100,00   | 0,09  |
| Total                   | Total                          | 10 422 | 100,00 / 100,00 |       |
| Eleitorado/Participação | Eleitorado/Participação        | 16 360 | 63,70 / 100,00  | 0,86  |

### Guarda
| Partido                 | Partido                        | Votos  | %               | +/-   |
| ----------------------- | ------------------------------ | ------ | --------------- | ----- |
|                         | Partido Socialista             | 13 519 | 52,62 / 100,00  | 16,33 |
|                         | Partido Social Democrata       | 7 884  | 30,69 / 100,00  | 17,92 |
|                         | Partido Popular                | 2 694  | 10,49 / 100,00  | 5,07  |
|                         | Coligação Democrática Unitária | 545    | 2,12 / 100,00   | 0,27  |
|                         | Outros                         | 433    | 1,68 / 100,00   |       |
| Votos Inválidos         | Votos Inválidos                | 618    | 2,41 / 100,00   | 0,14  |
| Total                   | Total                          | 25 693 | 100,00 / 100,00 |       |
| Eleitorado/Participação | Eleitorado/Participação        | 37 079 | 69,29 / 100,00  | 0,28  |

### Manteigas
| Partido                 | Partido                        | Votos | %               | +/-   |
| ----------------------- | ------------------------------ | ----- | --------------- | ----- |
|                         | Partido Socialista             | 1 219 | 47,99 / 100,00  | 13,20 |
|                         | Partido Social Democrata       | 694   | 27,32 / 100,00  | 17,91 |
|                         | Partido Popular                | 354   | 13,94 / 100,00  | 10,31 |
|                         | Coligação Democrática Unitária | 161   | 6,34 / 100,00   | 0,52  |
|                         | Outros                         | 44    | 1,73 / 100,00   |       |
| Votos Inválidos         | Votos Inválidos                | 68    | 2,67 / 100,00   | 0,23  |
| Total                   | Total                          | 2 540 | 100,00 / 100,00 |       |
| Eleitorado/Participação | Eleitorado/Participação        | 3 705 | 68,56 / 100,00  | 5,39  |

### Mêda
| Partido                 | Partido                        | Votos | %               | +/-   |
| ----------------------- | ------------------------------ | ----- | --------------- | ----- |
|                         | Partido Social Democrata       | 1 802 | 47,99 / 100,00  | 18,31 |
|                         | Partido Socialista             | 1 166 | 31,05 / 100,00  | 15,12 |
|                         | Partido Popular                | 509   | 13,56 / 100,00  | 3,95  |
|                         | Coligação Democrática Unitária | 66    | 1,76 / 100,00   | 0,58  |
|                         | Outros                         | 101   | 2,69 / 100,00   |       |
| Votos Inválidos         | Votos Inválidos                | 111   | 2,95 / 100,00   | 0,35  |
| Total                   | Total                          | 3 755 | 100,00 / 100,00 |       |
| Eleitorado/Participação | Eleitorado/Participação        | 6 422 | 58,47 / 100,00  | 2,85  |

### Pinhel
| Partido                 | Partido                        | Votos  | %               | +/-   |
| ----------------------- | ------------------------------ | ------ | --------------- | ----- |
|                         | Partido Social Democrata       | 3 251  | 45,30 / 100,00  | 20,28 |
|                         | Partido Socialista             | 2 694  | 37,54 / 100,00  | 17,32 |
|                         | Partido Popular                | 788    | 10,98 / 100,00  | 5,62  |
|                         | Coligação Democrática Unitária | 134    | 1,87 / 100,00   | 0,10  |
|                         | Outros                         | 138    | 1,92 / 100,00   |       |
| Votos Inválidos         | Votos Inválidos                | 172    | 2,40 / 100,00   | 0,25  |
| Total                   | Total                          | 7 177  | 100,00 / 100,00 |       |
| Eleitorado/Participação | Eleitorado/Participação        | 12 108 | 59,27 / 100,00  | 1,36  |

### Sabugal
| Partido                 | Partido                        | Votos  | %               | +/-   |
| ----------------------- | ------------------------------ | ------ | --------------- | ----- |
|                         | Partido Social Democrata       | 4 480  | 42,72 / 100,00  | 23,14 |
|                         | Partido Socialista             | 4 198  | 40,03 / 100,00  | 21,02 |
|                         | Partido Popular                | 1 070  | 10,20 / 100,00  | 3,99  |
|                         | Coligação Democrática Unitária | 151    | 1,44 / 100,00   | 0,37  |
|                         | Outros                         | 279    | 2,67 / 100,00   |       |
| Votos Inválidos         | Votos Inválidos                | 308    | 2,94 / 100,00   | 0,18  |
| Total                   | Total                          | 10 486 | 100,00 / 100,00 |       |
| Eleitorado/Participação | Eleitorado/Participação        | 17 201 | 60,96 / 100,00  | 3,08  |

### Seia
| Partido                 | Partido                        | Votos  | %               | +/-     |
| ----------------------- | ------------------------------ | ------ | --------------- | ------- |
|                         | Partido Socialista             | 8 426  | 48,81 / 100,00  | 17,60   |
|                         | Partido Social Democrata       | 6 405  | 37,10 / 100,00  | 18,51   |
|                         | Partido Popular                | 1 258  | 7,29 / 100,00   | 3,65    |
|                         | Coligação Democrática Unitária | 565    | 3,27 / 100,00   | 0,44    |
|                         | Outros                         | 228    | 1,31 / 100,00   |         |
| Votos Inválidos         | Votos Inválidos                | 382    | 2,21 / 100,00   | Estável |
| Total                   | Total                          | 17 264 | 100,00 / 100,00 |         |
| Eleitorado/Participação | Eleitorado/Participação        | 25 957 | 66,51 / 100,00  | 0,72    |

### Trancoso
| Partido                 | Partido                        | Votos  | %               | +/-   |
| ----------------------- | ------------------------------ | ------ | --------------- | ----- |
|                         | Partido Social Democrata       | 3 374  | 49,34 / 100,00  | 15,34 |
|                         | Partido Socialista             | 2 225  | 32,54 / 100,00  | 14,28 |
|                         | Partido Popular                | 770    | 11,26 / 100,00  | 2,58  |
|                         | Coligação Democrática Unitária | 118    | 1,73 / 100,00   | 0,35  |
|                         | Outros                         | 157    | 2,29 / 100,00   |       |
| Votos Inválidos         | Votos Inválidos                | 194    | 2,84 / 100,00   | 0,33  |
| Total                   | Total                          | 6 838  | 100,00 / 100,00 |       |
| Eleitorado/Participação | Eleitorado/Participação        | 10 970 | 62,33 / 100,00  | 3,24  |

### Vila Nova de Foz Côa
| Partido                 | Partido                        | Votos | %               | +/-   |
| ----------------------- | ------------------------------ | ----- | --------------- | ----- |
|                         | Partido Social Democrata       | 2 632 | 45,73 / 100,00  | 16,25 |
|                         | Partido Socialista             | 2 369 | 41,16 / 100,00  | 15,74 |
|                         | Partido Popular                | 448   | 7,78 / 100,00   | 2,95  |
|                         | Coligação Democrática Unitária | 93    | 1,62 / 100,00   | 0,15  |
|                         | Outros                         | 77    | 1,34 / 100,00   |       |
| Votos Inválidos         | Votos Inválidos                | 136   | 2,36 / 100,00   | 0,05  |
| Total                   | Total                          | 5 755 | 100,00 / 100,00 |       |
| Eleitorado/Participação | Eleitorado/Participação        | 9 125 | 63,07 / 100,00  | 0,62  |